# Meredith Colket
Meredith Bright Colket (ur. 19 listopada 1878 w Filadelfii, zm. 7 czerwca 1947 w Bryn Mawr) – amerykański lekkoatleta specjalizujący się w skoku o tyczce, uczestnik letnich igrzysk olimpijskich w Paryżu (1900), srebrny medalista olimpijski w skoku o tyczce.

## Sukcesy sportowe
| Rok  | Miasto | Zawody               | Konkurencja   | Wynik         |
| ---- | ------ | -------------------- | ------------- | ------------- |
| 1900 | Paryż  | Igrzyska olimpijskie | skok o tyczce | srebrny medal |

## Rekordy życiowe
- skok o tyczce – 3,38 – Londyn 07/07/1900[1]